# Андерсон, Пинк
Пинк Андерсон (англ. Pink Anderson, полное имя: Pinkney Anderson; 12 февраля 1900 — 12 октября 1974) — американский блюзовый гитарист и певец.

## Биография
Пинкни (Пинк) Андерсон родился в 1900 году в городе Лоренс, штат Южная Каролина США. В детстве он зарабатывал деньги танцами и пением на улицах Спартанберга, недалеко от того места, где родился. Около 1915 года он сформировал команду с блюзовым исполнителем Симми Дули (Blind Simmie Dooley) и присоединился к медицинскому шоу «Dr. W.R. Kerr Indian Remedy Company Medicine Show». С этим шоу Андерсон путешествовал по Югу США в течение нескольких лет, развлекая толпы своим пением и танцами. В 1928 году Андерсон и Дули записали два сингла на лейбле Columbia Records, но насколько известно, это единственные записи, которые они когда-либо делали вместе.
В конце 1920-х или начале 1930-х дуэт Андерсон-Дули распался. Дули покинул развлекательный бизнес, но Андерсон продолжал рекламировать лекарства в путешествиях вплоть до середины 50-х годов, когда его ухудшающееся здоровье заставило его уйти в отставку. Однако в начале 1960-х годов любители народной музыки «открыли» его музыку. Он записал новый альбом на лейбле (Bluesville) Prestige Records и появился в документальном фильме о блюзовой музыке и музыкантах.

## Дискография
Синглы
- «Papa’s About to Get Mad» / «Gonna Tip Out Tonight», Pink Anderson and Simmie Dooley (14 April 1928), Columbia 14336-D
- «Every Day in the Week Blues» / «C.C. and O. Blues», Pink Anderson and Simmie Dooley (14 April 1928), Columbia 14400-D

Альбомы
- American Street Songs (Riverside, 1950 [1961]) — shared album with Reverend Gary Davis
- Carolina Blues Man (Bluesville, 1961)
- Medicine Show Man (Bluesville, 1962)
- Ballad & Folksinger (Bluesville, 1963)
- Carolina Medicine Show Hokum & Blues (Folkways, 1961-62 [1984])